# Groupe alterné
Pour les articles homonymes, voir Alterné.
En mathématiques, et plus précisément en théorie des groupes, le groupe alterné de degré n, souvent noté An, est un sous-groupe distingué du groupe symétrique des permutations d'un ensemble fini à n éléments. Ce sous-groupe est constitué des permutations produits d'un nombre pair de transpositions. Une transposition est une permutation qui échange deux éléments et fixe tous les autres.
Il existe un groupe alterné pour chaque entier n supérieur ou égal à 2 ; il se note habituellement An (ou parfois {\displaystyle {\mathfrak {A}}_{n}} en écriture Fraktur) et possède n!/2 éléments. Le plus petit groupe alterné, A2, est trivial ; A3 est cyclique d'ordre 3 ; le suivant, A4, est résoluble et, plus précisément, est produit semi-direct d'un groupe de Klein par le groupe cyclique d'ordre 3. À partir du groupe A5, les groupes alternés sont simples et non abéliens, donc non résolubles. Cette non-résolubilité à partir de n = 5 a pour conséquence le théorème d'Abel, stipulant qu'il ne peut exister d'expression générique par radicaux des solutions d'une équation algébrique de degré supérieur ou égal à 5.
Le groupe alterné est la structure source de certains casse-têtes mathématiques comme le jeu de taquin ou le Rubik's Cube. Les mouvements possibles dans les deux jeux cités sont des éléments d'un groupe alterné. Cette propriété permet de montrer qu'il n'est pas possible de permuter deux cases du taquin sans modifier le reste du jeu.
Les groupes alternés de degré 4 et 5 se représentent comme le groupe des rotations laissant invariant un polyèdre régulier, le tétraèdre pour A4 et le dodécaèdre régulier ou encore l'icosaèdre pour A5.

## Construction du groupe

### Définition
Un résultat, à la base de la définition de la signature, stipule que le nombre de transpositions nécessaires pour décomposer une permutation donnée est toujours de même parité. Ainsi, le cycle (abc), qui transforme a en b, b en c et c en a peut se décomposer en deux transpositions (bc), puis (ab) ou encore en (ac) puis (bc) mais jamais en un produit d'un nombre impair de transpositions.
Définition — 
Une permutation est dite paire lorsqu'elle se décompose en un nombre pair de transpositions. Dans le cas inverse, la permutation est dite impaire.
Cette définition est à l'origine de celle d'un groupe alterné.
Définition — 
Le groupe alterné de degré n, noté An,  est le sous-groupe des permutations paires de degré n.
Remarque : On trouve aussi l'expression groupe alterné d'indice n, à la place de groupe alterné de degré n. Ce choix est un peu ambigu, l'indice de An dans Sn désigne, pour d'autres auteurs, le cardinal du groupe quotient Sn/An. On trouve encore le terme d'ordre pour décrire le degré. Cette convention est plus rarement utilisée, car le terme d'ordre étant employé en théorie des groupes pour décrire le cardinal d'un groupe, ce choix introduit une confusion parfois regrettable.

### Propriétés élémentaires
Dans toute la suite de l'article, n désigne un entier supérieur ou égal à 2. La définition précédente repose sur une propriété fondamentale partagée par toutes les permutations :
Propriété 1 — 
La parité du nombre de transpositions nécessaires pour décomposer une permutation donnée est indépendante de la décomposition choisie.
Cette propriété se démontre à l'aide du concept de signature d'une permutation, traitée dans le paragraphe suivant. Une fois établie, une deuxième propriété se démontre simplement :
Propriété 2 — 
L'ensemble An des permutations paires de Sn forme un sous-groupe distingué.
En effet, An est non vide car il contient l'application identité, qui se décompose en zéro transposition, ou encore en deux fois la même transposition. Si φ1 et φ2 sont deux permutations paires, respectivement produits de 2p et 2q transpositions, alors leur produit est aussi une permutation paire (comme produit de 2(p + q) transpositions). Enfin, l'inverse d'une permutation σ est de même parité que σ (donc est paire si σ l'est), car si σ est un produit τ1…τr de r transpositions, son inverse est égal à τr…τ1, le produit des mêmes transpositions prises dans l'ordre inverse.
Dire que An est distingué revient à dire que si φ est élément du sous-groupe et si σ est une permutation quelconque de Sn, alors la permutation σφσ−1 est paire. En effet, φ est le produit d'un nombre pair de transpositions, et le paragraphe précédent montre que σ−1 se décompose en autant de transpositions que σ. Le nombre de toutes ces transpositions est donc pair car de la forme r + 2p + r.
Propriété 3 — 
L'ordre de An est la moitié de celui de Sn, c'est-à-dire n!/ 2.
En effet, fixons dans Sn une transposition σ et considérons l'application f de Sn dans Sn qui, à une permutation φ, associe φσ. Une telle application est, dans un groupe, appelée translation à droite. La fonction f, comme toute translation, est une bijection. De plus, φ est paire si et seulement si φσ est impaire, donc f se restreint en une bijection de An dans l'ensemble des permutations impaires, c'est-à-dire Sn\An. Ces deux ensembles ont par conséquent même cardinal. Or ils forment une partition de Sn, puisqu'ils sont disjoints et que leur réunion vaut Sn, ce qui termine la démonstration.
Propriété 4 — 
Soit m, un entier inférieur ou égal à n. Un cycle de Sn et de longueur m est élément du groupe alterné si, et seulement si, m est impair.
Une démonstration par récurrence en est donnée dans l'article « Permutation circulaire ».

### Signature
La signature d'une permutation est la parité du nombre d'inversions contenues dans une permutation. On démontre que cette application est un morphisme de groupes de Sn dans {-1, 1} et que la signature d'une transposition est toujours égale à -1. On en déduit que le nombre de transpositions nécessaires pour décomposer une permutation ne peut être tantôt pair et tantôt impair. En effet, si φ est une permutation qui se décompose en p ou bien q transpositions, la signature de φ, d'après la propriété de morphisme, est à la fois égale à (-1)p et (-1)q, ce qui montre que p et q sont de même parité. On en déduit une nouvelle définition du groupe alterné, équivalente à la précédente :
Définition alternative — 
Le groupe alterné An est le noyau du morphisme signature du groupe symétrique Sn.
Cette approche offre des démonstrations alternatives aux propositions du paragraphe précédent numérotées de 2 et 3. Le noyau d'un morphisme est toujours un sous-groupe distingué, ce qui montre que An est un sous-groupe distingué. L'ordre du noyau que multiplie l'ordre de l'image d'un morphisme de groupes est égal à l'ordre du groupe de départ, ce qui permet de déterminer l'ordre du groupe alterné.

### Exemples
Le groupe alterné de degré 2 ne contient que l'élément neutre.
Le groupe symétrique de degré 3 est d'ordre 6 et contient : l'identité, trois transpositions et deux cycles d'ordre 3. Le groupe alterné de degré 3 ne comporte que l'identité et les cycles d'ordre 3 :
Comme tout groupe contenant 3 éléments, il est cyclique.
Le groupe symétrique de degré 4 est d'ordre 24, le groupe alterné associé est d'ordre 12. Il contient les cycles d'ordre 3 et les produits de deux cycles d'ordre 2 de supports disjoints :
Le groupe alterné de degré 4 n'est pas abélien. En effet, les cycles (1 2 3) et (2 3 4) ne commutent pas. Aucun groupe alterné de degré supérieur ou égal à 4 n'est abélien, pour la même raison. Le groupe alterné de degré 4 est néanmoins résoluble, il contient un sous-groupe distingué abélien K, composé des produits de deux transpositions à support disjoints et de l'élément neutre. Ce sous-groupe K est abélien car isomorphe au groupe de Klein et le quotient A4/K est aussi abélien, et même cyclique, car d'ordre 3.
Le groupe alterné de degré 5 est d'ordre 60. Il est étudié plus avant à la suite de cet article.

### Jeu de taquin

Jeu de taquin résolu

Jeu de taquin non résoluble

Le jeu de taquin, est un jeu solitaire qui se présente sous la forme d'un damier composé de 15 cases et d'une 16e manquante. Sa théorisation mathématique date de 1879 et se fonde sur les propriétés du groupe alterné. Une des questions posée par Sam Loyd est celle de la résolution du jeu de taquin illustré à droite. Elle correspond à la résolution d'un état du jeu où toutes les cases sont à la bonne position excepté celles numérotées 14 et 15, qui sont interverties. Elle est impossible si l'on impose à la case vide d'être en bas à droite. Elle l'est si on admet que la case vide soit en haut à gauche et que la première ligne ne contienne que les cases 1, 2 et 3.
Si l'on considère un mouvement comme une permutation des cases numérotées de 1 à 15, alors le groupe des permutations de degré 15 opère sur le jeu de taquin. Pour être plus précis, le groupe qui opère est un sous-groupe engendré par les différentes permutations possibles. Il est relativement simple de vérifier que les permutations engendrant le sous-groupe sont toutes des cycles d'ordre 3 ou 5. Ces permutations sont toutes dans le groupe alterné A15. Le groupe qui opère sur le jeu de taquin est un sous-groupe du groupe alterné A15, qui ne contient aucune transposition. C'est une manière simple de démontrer que la configuration de droite n'est pas résoluble.
D'autres solitaires, comme l'Âne rouge ou le Rubik's Cube utilisent de manière analogue le groupe alterné.

numérotation d'une permutation

## Générateurs et relations
Les 3-cycles engendrent le groupe alterné.
En effet, tout produit de deux transpositions est un produit de 3-cycles, puisque pour a, b, c, d distincts, (ab)(ab) = id, (ab)(bc) = (abc) et (ab)(cd) = (abc)(bcd).
Il suffit en fait des 3-cycles (i, n – 1, n) pour 1 ≤ i ≤ n – 2 — ou bien (1, i + 1, n). On obtient ainsi une présentation du groupe An à n – 2 générateurs Vi et (n – 1)(n – 2)/2 relations : Vi3 = 1 et, pour i < j, (ViVj)2 = 1.
Si n > 3, on peut aussi prendre comme générateurs t = (1, 2, 3) et s égal soit à (3, 4, … , n) si n est impair, soit à (1, 2)(3, 4, … , n) si n est pair. On obtient encore une présentation, à seulement 2 générateurs et E(n/2) + 2 relations :
si n est impair : sn–2 = t3 = (st)n = 1 et, pour 1 ≤ k ≤ (n – 3)/2, (ts–ktsk)2 = 1 ;
si n est pair : sn–2 = t3 = (st)n–1 = 1 et, pour 1 ≤ k ≤ (n – 2)/2, (t(–1)ks–ktsk)2 = 1.

## Classes de conjugaison

### Structure
La structure des classes de conjugaison est l'un des premiers éléments à étudier dans le cadre d'une analyse d'un groupe non abélien. Elles sont utilisées dans la suite de l'article pour établir que si n est strictement supérieur à 4, le groupe est simple, ou encore que tout groupe simple d'ordre 60 est isomorphe à A5.
Dans un groupe symétrique, les classes de conjugaison sont composées de produits de cycles à supports disjoints de même structure, c'est-à-dire de même nombre et de mêmes longueurs. En conséquence, les classes de conjugaison du groupe alterné sont aussi composées de produits de cycles à supports disjoints de même structure ; plus précisément :

Une classe de conjugaison dans An est constituée d'éléments ayant la même structure. Les permutations ayant cette structure constituent :
- une classe si la structure comporte un cycle de longueur paire ou deux cycles de même longueur (éventuellement égale à 1) ;
- deux classes sinon.

### Exemples
La seule classe de conjugaison de S4 qui se trouve divisée en deux dans A4 est celle des cycles d'ordre 3. Un tel élément est en effet composé de deux cycles de longueurs impaires et différentes : 1 et 3. Les cycles d'ordre 1 sont en effet comptés. La classe de l'élément neutre ne contient qu'un élément et n'est jamais divisée. Celle des permutations composées de deux transpositions à supports disjoints n'est pas divisée en deux, car une telle permutation contient des cycles de longueurs paires ou encore car elle contient deux cycles de même longueur. On obtient 4 classes de conjugaison : l'identité, les produits de deux cycles disjoints d'ordre 2 et deux classes de cycles d'ordre 3 :
Dans le cas de A5, il est plus long d'écrire toutes les classes en extension, on trouve en effet 60 éléments. Il existe 5 classes de conjugaison. Une contient l'identité, une autre 15 permutations formées de deux transpositions à supports disjoints. Cette classe n'est pas divisée car elle contient un cycle de longueur paire. Les 20 cycles d'ordre 3 ne forment plus qu'une classe de conjugaison car chacun est maintenant complété par deux cycles de même longueur (d'ordre 1). Enfin, les cycles d'ordre 5 sont divisés en 2 classes de conjugaisons contenant 12 permutations chacune.

## Groupe simple

### Simplicité et groupe alterné
Une propriété éventuelle et importante d'un groupe est d'être simple, ce qui signifie qu'il ne contient pas de sous-groupe normal propre.
- Si n est un entier supérieur ou égal à 5, le groupe alterné de degré n est simple.

Les groupes alternés forment une deuxième série infinie de groupes simples, après ceux, abéliens et d'ordre un nombre premier. Cette série contient le plus petit groupe simple non commutatif :
- Le groupe alterné de degré 5 est le plus petit groupe simple non abélien et tout groupe simple d'ordre 60 est isomorphe à A5[11],[12].

Si n ≥ 5, le groupe An est simple et non abélien, donc non trivial et parfait (c'est-à-dire égal à son sous-groupe dérivé), donc non résoluble. Puisqu'il est égal au sous-groupe dérivé du groupe Sn, ce dernier n'est pas résoluble non plus. Cette propriété intervient par exemple dans la résolution d'une équation algébrique par radicaux. On peut la préciser ainsi :
- Si n est un entier supérieur ou égal à 5, le seul sous-groupe normal propre de Sn est An, donc Sn n'est pas résoluble.

### Conséquence
Si le groupe de Galois d'un polynôme irréductible sur un corps parfait comme ℚ, celui des nombres rationnels, n'est pas résoluble, alors 
les racines du polynômes ne s'expriment pas à l'aide de radicaux. Tel est le contenu de la version formulée par Évariste Galois et en langage moderne, du théorème d'Abel. Les exemples les plus simples (cf. articles détaillés) s'obtiennent à l'aide d'une équation de degré n ≥ 5 dont le groupe de Galois est le groupe symétrique Sn, qui n'est pas résoluble d'après les résultats précédents. Le théorème d'Abel montre que l'équation P(X) = 0 n'est alors pas résoluble par radicaux dans ℚ.
Remarque. Les groupes simples non abéliens qui interviennent dans les groupes de Galois ne sont pas nécessairement des groupes alternés. En revanche, si un polynôme de degré 5 n'est pas résoluble, cela signifie nécessairement que le groupe de Galois contient comme sous-groupe distingué le groupe alterné de degré 5.

## Représentation

### Caractère
Une manière d'étudier un groupe fini G est de le représenter à l'aide d'un sous-groupe d'un groupe linéaire.
Soit ρ une représentation de G, sur un espace vectoriel complexe V dont la dimension — appelée le degré de ρ — est finie. Le caractère de ρ est l'application χ qui à un élément s du groupe associe la trace de l'automorphisme ρ(s) de V. La valeur de χ(s) ne dépend pas du choix de s dans sa classe de conjugaison. Le caractère est dit irréductible si la représentation est irréductible, c'est-à-dire si V est non nul et ne possède pas d'autre sous-espace stable par tous les ρ(s) que l'espace entier et l'espace nul.
- Le nombre des caractères irréductibles χi de G est égal au nombre h de classes de conjugaison.
- Soient |G| l'ordre du groupe, s et t deux éléments de G non conjugués, et n(s) le nombre de conjugués de s. Alors (« relations d'orthogonalité sur les colonnes » de la table des caractères) :{\displaystyle \sum _{i=1}^{h}\chi _{i}(s){\overline {\chi _{i}(t)}}=0\quad {\rm {et}}\quad \sum _{i=1}^{h}|\chi _{i}(s)|^{2}={\frac {|G|}{n(s)}}~;}
- en particulier (pour s égal au neutre) les degrés di des représentations associées aux χi vérifient :{\displaystyle \sum _{i=1}^{h}d_{i}^{2}=|G|.}
- Un caractère χ est irréductible si et seulement s'il est « de norme 1 », ce qui se traduit par :

### Groupe alterné de degré 4
Il y a 4 classes de conjugaison (12 = 1 + 3 + 4 + 4) donc 4 caractères irréductibles.
Le premier est donné par la représentation triviale, de degré 1, qui à chaque élément de A4 associe l'automorphisme identité. Son caractère t associe 1 à chaque élément du groupe A4.
Il existe deux autres représentations de degré 1 du groupe quotient A4/K : elles associent à un générateur (d'ordre 3) de ce groupe, respectivement, les racines cubiques de l'unité j et j2.
On obtient une quatrième représentation par restriction à A4 de la représentation standard φ1 (de degré 3) de S4. Son caractère φ est défini par φ(1) = 3, φ(ab)(cd) = –1 et φ(abc) = φ(acb) = 0. Ce caractère est de norme 1 donc irréductible.
On en déduit la table des caractères :
| Car. irr. | 1 | (ab)(cd) | (abc) | (acb) |
| --------- | - | -------- | ----- | ----- |
| t         | 1 | 1        | 1     | 1     |
| σ1        | 1 | 1        | j     | j2    |
| σ2        | 1 | 1        | j2    | j     |
| φ         | 3 | –1       | 0     | 0     |

La représentation de degré 3 est utilisée dans le paragraphe « Groupe des rotations du tétraèdre ».

### Groupe alterné de degré 5
On peut déterminer les caractères de A5 par une approche générique assez lourde, ou par les calculs élémentaires suivants. Il y a 5 classes de conjugaison (60 = 1 + 15 + 20 + 12 + 12) donc 5 caractères irréductibles, tous réels. Leur table est :
| Car. irr. | 1 | (ab)(cd) | (abc) | (abcde)    | (acebd)    |
| --------- | - | -------- | ----- | ---------- | ---------- |
| t         | 1 | 1        | 1     | 1          | 1          |
| σ1        | 3 | –1       | 0     | (1 + √5)/2 | (1 – √5)/2 |
| σ2        | 3 | –1       | 0     | (1 – √5)/2 | (1 + √5)/2 |
| φ         | 4 | 0        | 1     | –1         | –1         |
| ψ         | 5 | 1        | –1    | 0          | 0          |

De plus, leur indicateur de Frobenius-Schur (en) est égal à 1 donc ils proviennent de représentations réelles (en). Cette remarque s'applique en particulier aux représentations de degré 3. Le paragraphe « Groupe des rotations du dodécaèdre » montre qu'une telle représentation correspond au groupe des rotations d'un solide de Platon.

## Groupe des rotations d'un polyèdre régulier

### Représentation et géométrie
Les groupes A4 et A5 admettent des représentations réelles irréductibles de degré 3. Chacune est même, pour un produit scalaire adhoc sur ℝ3, une représentation par isométries. 
Ces isométries sont toutes des rotations car leur déterminant est égal à 1 : pour n égal à 4, on le constate sur la description explicite ci-dessous ; pour n égal à 5, cela résulte du fait que A5 est un groupe simple non abélien.
Les représentations de degré 3, pour n égal à 4 ou 5, sont fidèles, c'est-à-dire injectives : à nouveau, on le déduit pour n = 4 de la description explicite et pour n = 5, du fait que A5 est simple.
Pour n égal à 4 ou 5, le groupe An est donc isomorphe à un sous-groupe G du groupe des rotations de ℝ3. On identifiera chaque application linéaire à l'application affine associée qui fixe un point origine O. Montrons que G est le groupe des rotations d'un polyèdre régulier.

### Groupe des rotations du tétraèdre

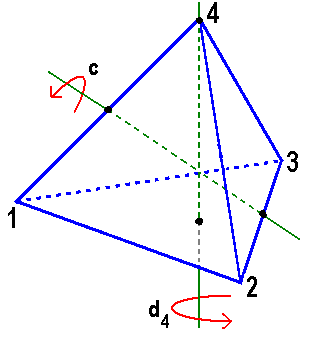
Le tétraèdre régulier a deux rotations d'ordre 3 par sommet i (di et di) et un demi-tour (c) par paire d'arêtes opposées.

La représentation de degré 3 de A4 a été obtenue par restriction de la représentation standard de S4.
Le groupe G, constitué de 12 rotations, est engendré par deux d'entre elles, r1 et r2, tiers de tour ayant les matrices suivantes dans une base orthonormale :
Soient s un point de l'axe de r2, distinct de O, et S son orbite, c'est-à-dire l'ensemble des points g(s) quand g parcourt le groupe G. Par construction, cette orbite S est (globalement) stable par l'action de G. Elle forme les sommets d'un polyèdre (son enveloppe convexe), qui est par conséquent, lui aussi, stable par G.

Ce polyèdre est un tétraèdre régulier et son groupe des rotations est G.

### Groupe des rotations du dodécaèdre

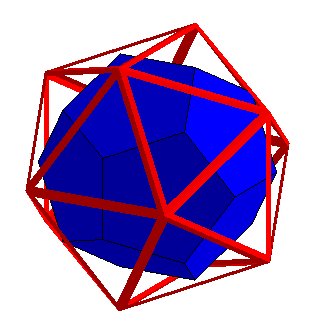
Le dual de l'icosaèdre (rouge) est le dodécaèdre (bleu).

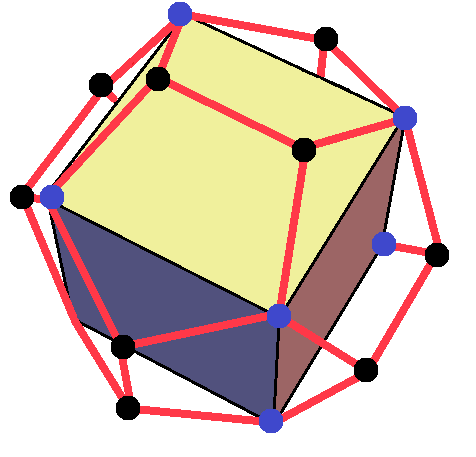
L'un des cinq cubes dont les sommets sont parmi ceux du dodécaèdre régulier.

Le groupe A5 est aussi isomorphe à un groupe G de rotations de ℝ3.
Dans la boîte déroulante ci-dessous, on montre — par un raisonnement analogue à celui du paragraphe précédent — que G est égal au groupe des rotations d'un icosaèdre régulier I, ou, ce qui est équivalent, au groupe des rotations de son polyèdre dual (le polyèdre dont les sommets sont les centres des faces de I, cf. figure de gauche), qui est un dodécaèdre régulier D. Il existe ainsi deux polyèdres réguliers ayant un groupe de rotations isomorphe à A5 (ce phénomène n'apparaissait pas pour A4, parce que le tétraèdre est son propre dual).
Pour démontrer que A5 est isomorphe au groupe H des rotations du dodécaèdre D, une méthode plus directe — sans passer par G, mais en supposant connue la géométrie de D — est de remarquer qu'il existe 5 cubes dont les sommets sont parmi ceux de D (cf. figure de droite). Le groupe H opère fidèlement sur l'ensemble de ces 5 cubes. Il est donc isomorphe à un sous-groupe de S5. On sait par ailleurs que H est d'ordre 60 (cf. « Groupe de rotations de l'icosaèdre »). Dans S5, le seul sous-groupe à 60 éléments (donc normal) est A5, ce qui montre l'isomorphisme recherché.